# Защитим Арктику

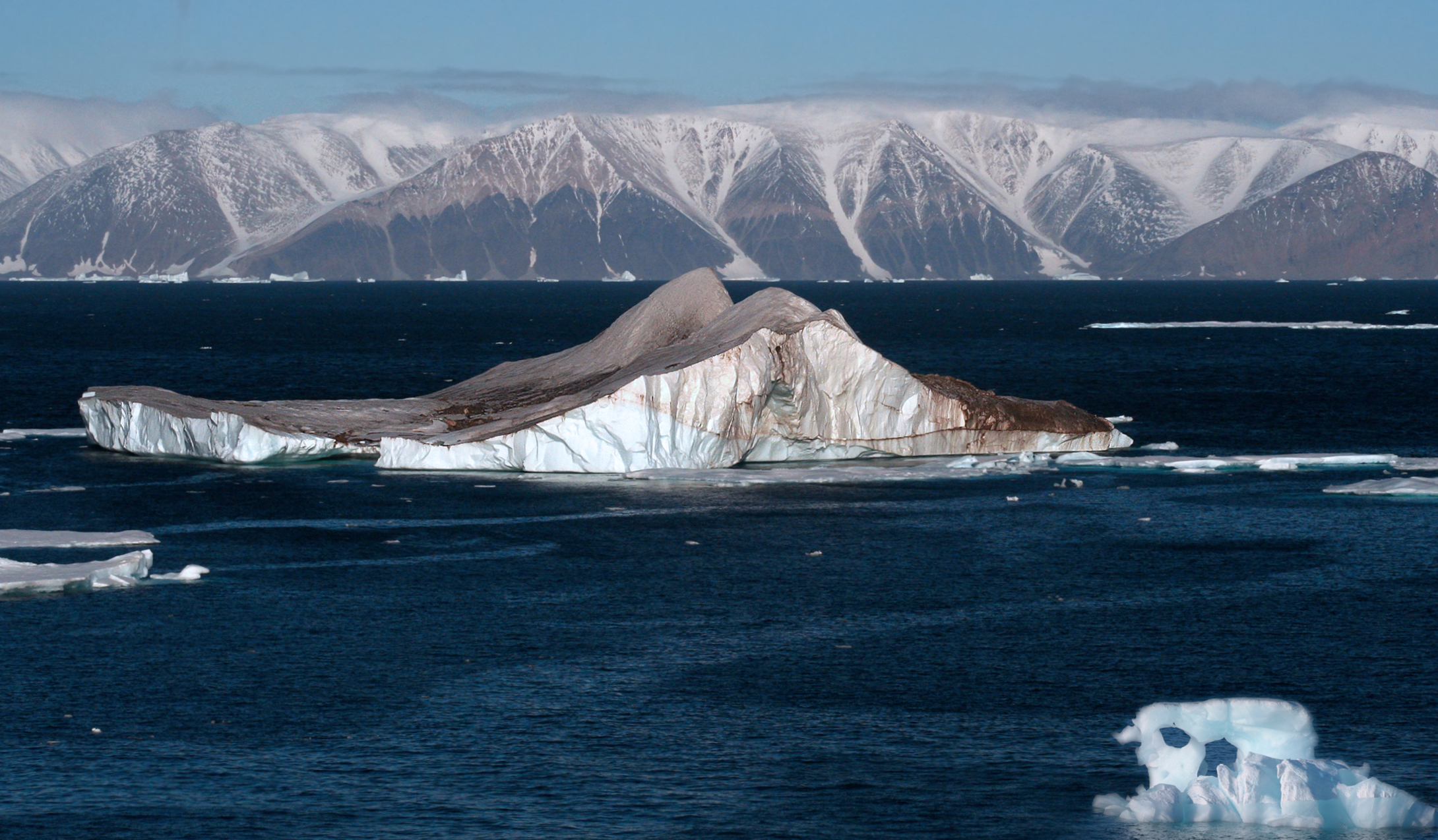
Айсберг в высоких широтах Арктики

«Защитим Арктику» (англ. Save the Arctic, также «Спасём Арктику») — кампания «Гринпис», целью которой является создать всемирный заповедник вокруг Северного полюса — с полным запретом нефтедобычи, рыболовства и войн в данном регионе, как это было уже сделано в Антарктиде.
Требования Гринпис о создании всемирного заповедника распространяются не на всю территорию Арктики, а только на область высоких широт вокруг Северного полюса, территорию, на которую, согласно Конвенции ООН по морскому праву 1982 года, не распространяются национальные юрисдикции приарктических государств (см. Правовой режим Арктики).
Формально кампания Save the Arctic стартовала в июне 2012 года (заработал интернет-сайт SaveTheArctic.org). Менее чем за месяц после начала акции было собрано более миллиона подписей; к октябрю 2012 года количество подписей составило 2 млн. За последующий год, к октябрю 2013 года, это количество удвоилось и составило около 4 млн подписей. По состоянию на июль 2017 года, количество собранных подписей превышает 8,4 млн..
В августе 2013 года правительство Финляндии утвердило Арктическую стратегию, в которой поддерживается идея присвоения охраняемого статуса территории вокруг Северного полюса. Таким образом, Финляндия стала первой в мире страной, поддержавшей требование Гринпис о создании заповедника. Гренландия также приостановила выдачу лицензий на добычу нефти на арктическом шельфе. В октябре 2013 года новое правительство Норвегии отказалось от любых планов бурения на своей части Арктического шельфа.
В марте 2014 года стало известно о том, что Европейский парламент призвал создать заповедник на Севером полюсе. Принятая Европарламентом 12 марта резолюция призывает сохранить акваторию вокруг Северного полюса площадью 2.8 миллионов квадратных километров, чтобы защитить её от промышленного рыболовства и разработки минеральных ресурсов. Европарламент также подчеркнул необходимость подписания Арктическим Советом обязывающего соглашения по борьбе с загрязнением вод Арктики.

## Предыстория событий
В 2010 году, после катастрофы в Мексиканском заливе, стало ясно, что ликвидировать последствия аналогичной аварии, если она произойдёт в арктических водах, станет практически невозможно. Администрацией Обамы был объявлен 6-месячный мораторий на глубоководное бурение и отозвано разрешение, выданное компании Shell для проведения бурения в Арктике, до 2011 года.
Сотрудники Гринпис США выехали к месту трагедии на платформе Deepwater Horizon в первые же дни и в течение месяца изучали нефтяной разлив, его влияние на окружающую среду и жизнь людей в регионе. Гринпис тогда обратился к администрации президента и к Конгрессу США с требованием немедленно отказаться от планов разработки арктического шельфа и запретить бурение в прибрежной зоне вообще. Гринпис также объявил о том, будет добиваться защиты Арктики от промышленного загрязнения, и требует немедленного моратория на все подобные разработки в уязвимых арктических водах.
В январе 2011 года Всемирный фонд дикой природы (WWF) заявил о том, что BP и Роснефть, которые 14 января договорились о совместной работе по шельфовым проектам, должны отложить освоение углеводородов Арктики. По мнению экологов, освоение Арктики возможно только после принятия всех необходимых мер по сохранению её биологического разнообразия и обеспечению экологической безопасности ведения хозяйственной деятельности.
«Катастрофический разлив в Мексиканском заливе показал несостоятельность BP, даже при благоприятных природных условиях и лучшей инфраструктуре в мире, обеспечить экологическую безопасность и ликвидировать аварийную ситуацию», — заявил Алексей Книжников, руководитель программы WWF России по экологической политике нефтегазового сектора. — «Решение BP и Роснефти… идёт вразрез с позицией экологов о недопустимости развития новых шельфовых проектов в этом регионе на современном этапе… В случае новой катастрофы, последствия будут много страшнее разлива в Мексиканском заливе, а для их ликвидации потребуются столетия» — предупреждает Алексей Книжников.
В связи с новыми угрозами для экосистем Арктики, которые несет альянс BP и Роснефть, WWF объявил о том, что планирует начать информационную кампанию, с целью разъяснения масштабов возможных социально-экологических рисков при реализации планов BP и Роснефти.

### Первые акции протеста против бурения в Арктике
В мае 2011 года Гринпис протестовал против глубоководного бурения в арктических водах — в 100 милях к западу от Гренландии. Оператор проекта, Cairn Energy, была на тот момент единственной компанией, планирующей бурение в этом районе. Однако другие мировые нефтяные гиганты также наблюдали за её работой с большим интересом: если разведка удастся, и Cairn Energy найдет здесь «черное золото», Арктике грозила бы нефтяная лихорадка — вслед за Cairn Energy в Арктику готовились прийти Exxon, Chevron и другие компании, купившие лицензионные участки на Гренландском шельфе. Работы Cairn Energy были начаты несмотря на то, что Гринпис за несколько недель до этого опубликовал документы Министерства иностранных дел Великобритании, в которых сообщалось что британские власти считают «практически невозможным» эффективные действия по ликвидации разливов в Арктике. Как говорилось в документе, бурение в арктическом регионе «сопряжено со значительными трудностями и рисками» и «возможностью повторения событий, подобных аварии в Мексиканском заливе». Нефтедобыча нанесёт хрупкой арктической экосистеме серьезный ущерб.
29 мая активисты «Гринпис» взобрались на одну из нефтяных платформ компании Cairn и разбили лагерь прямо под гигантским буром. Экологи находились в спасательной капсуле, рассчитанной на суровые погодные условия Арктики, и способной задержать работу платформы как минимум на 10 дней. Бен Айлиф, руководитель нефтяной программы Гринпис Интернэшнл, находившийся на борту судна Гринпис MV Esperanza (курсировавшего рядом с платформой) отметил: «Ликвидировать последствия нефтеразлива в этом регионе практически невозможно из-за тяжелых климатических условий и его удаленности. Операция в Мексиканском заливе, по сравнению с тем, что ожидает нас в Гренландии, покажется пустяковым делом».
В июле 2011 года в Эдинбурге активисты Гринпис Великобритании, переодетые в белых медведей, в очередной раз пришли в представительство компании Cairn Energy. Протесты экологов были вызваны также тем, что компания отказывалась опубликовать свои планы по ликвидации нефтяных разливов в случае аварии.
В феврале 2012 года 7 активистов «Гринпис» залезли на буровую вышку судна Noble Discoverer, принадлежащего компании Shell и находившемуся в тот момент Новой Зеландии. Судно планировало 23 февраля отплыть в Чукотское море для того, чтобы начать поиск нефти у побережья Аляски. За те четыре дня, что активисты провели на борту судна, генеральному директору Shell пришло более 133 000 писем с просьбой остановить нефтегазовое освоение Арктики. Активисты были сняты полицией с 53-метровой высоты и доставлены в полицейский участок, где их обвинили в «краже со взломом». Впоследствии, все семеро активистов были отпущены под залог.
В мае 2012 года 20 активистов Гринпис поднялись на борт финского ледокола MSV Nordica, когда тот готовился к отплытию из порта Хельсинки. Ледокол был зафрахтован компанией Shell для помощи буровым суднам Kulluk и Noble Discoverer, которые планировали летом 2012 года пробурить в Чукотском море и море Бофорта пять разведочных скважин. Продержавшись на борту судна 10 часов, защитники Арктики были сняты финской полицией и доставлены в участок. Вслед за этим ещё 22 активиста подплыли к судну на надувных лодках и каноэ и растянули перед ледоколом баннеры с призывами к Shell отказаться от планов по бурению в Арктике. Спустя два дня шесть активистов Гринпис Скандинавии вновь проникли на борт Nordica. Они оставались на судне 10 часов — до прибытия шведских спецподразделений SWAT. Активистам было предъявлено предварительное обвинение в незаконном проникновении на частную территорию и самоуправных действиях. Менее чем через сутки, после того как шесть защитников Арктики под конвоем полиции покинули ледокол Nordica, на пути судна снова встали активисты Гринпис Скандинавии. Рано утром 4 мая лодки экологов на несколько часов задержали ледокол в Балтийском море. Затем их сменили пловцы: 8 активистов из Германии, Новой Зеландии, Швеции и Дании, включая директора Гринпис Скандинавии Мадса Кристенсена, создали живую «цепь» на пути судна.

### Ситуация на Приразломном месторождении
В течение последнего десятилетия Союз охраны птиц России неоднократно обращался к проблеме воздействия добычи нефти на шельфе северных морей на природу Арктики. Первый раз месторождение «Приразломное» в числе других опасных для птиц объектов нефтегазового комплекса было упомянуто ещё в 2004 году. В 2010—2011 гг Союз охраны птиц России несколько раз обращался в дочернее предприятие «Газпрома» — компанию «Газпром нефть шельф» с просьбой предоставить проектную документацию для общественной экологической экспертизы проекта МЛСП «Приразломная», одна компания каждый раз отвечала отказом (каждый раз назывались разные причины).
В августе 2011 года Союз охраны птиц России, Социально-Экологический Союз, WWF России, Гринпис России и Беллона Россия выступили с совместным заявлением, что освоение месторождения «Приразломное» неприемлемо из-за экологических и экономических рисков. Тем не менее, в конце лета 2011 года компания «Газпром нефть шельф» начала транспортировку морской платформы «Приразломная» к месту её установки в Печерском море.
В ноябре 2011 года в «Президент-Отелле» должна была состояться встреча представителей компании «Газпром нефть шельф», финской компании Lamor, чьи технологии для ликвидации нефтяных разливов планировалось использовать на платформе «Приразломная», и общественных экологических организаций России. Прибывшие на встречу представители Союза охраны птиц России, WWF России, Гринпис России и других общественных объединений с удивлением узнали, что компания «Газпром нефть шельф» в последний момент отказалась от запланированного совещания. Отсутствовали и представители других заявленных компаний, так что обсуждать готовность (с точки зрения экологических организаций — неготовность) компаний к ликвидации аварийных разливов нефти в условиях Арктики оказалось не с кем.
В августе 2012 года был опубликован отчёт, проведённый специалистами центра «Информатика риска» по заказу Гринпис России и WWF России, который содержал наиболее вероятные сценарии распространения нефти в случае возможного разлива на платформе «Приразломная». Для расчета траектории и характера движения нефтяного пятна ученые использовали специальную программу, которая учитывает совокупность множества параметров: объём разлившейся нефти, гидрометеорологические условия во время аварии (силу и направление ветра, высоту волн, ледовые условия), а также действия компании по уборке разлива. Эксперты рассмотрели десятки тысяч возможных сценариев и пришли к выводу, что в зоне возможного загрязнения окажется акватория площадью свыше 140 000 квадратных километров (это четыре Байкала), а также береговая линия протяженностью свыше 3000 километров. В зону риска попадут три особо охраняемые территории, расположенные в 50-60 км от «Приразломной»: заповедник «Ненецкий», а также заказники «Вайгач» и «Ненецкий».
Ранним утром 24 августа 2012 года активисты Гринпис приняли участие в акции против добычи нефти в Арктике, подойдя на моторных лодках к «Приразломной» и закрепившись на швартовых канатах с помощью альпинистского снаряжения. Участники акции, в числе которых был исполнительный директор Гринпис Интернэшнл Куми Найду, развернули палатки прямо на отвесной стене платформы, готовясь провести в них несколько дней. Спустя 15 часов экологи, поливаемые из пожарных брандспойтов работниками «Приразломной», отступили.
Через несколько дней, 27 августа, была предпринята очередная акция протеста. На этот раз целью экологов стало стоящее на якоре вспомогательное судно «Анна Ахматова», обеспечивающее доставку оборудования и людей на платформу. По словам Бориса Лихмана, исполняющего обязанности заместителя генерального директора компании «Арктикморнефтегазразведка», которой принадлежит судно, активисты привязали свою резиновую лодку к якорной цепи судна «Анна Ахматова», не давая поднять якорь.
Сейчас в мире нет ни одной нефтедобывающей компании, которая может эффективно бороться с последствиями аварий на арктических широтах. Последствия разлива нефти на «Приразломной» будут огромны. А самое главное, мы в упор не видим экономической целесообразности использования этой платформы. Затраты на её работу колоссальные, риски тоже, а доля нефти в общем объёме её добычи в России минимальна — 2 %. И вообще, в чём я убежден, выводы носят приглаженный характер. Последствия розливов могут быть хуже.
— Роман Долгов, куратор арктического направления Гринпис России.

## События июля-сентября 2012 года
В июне 2012 года формально стартовала кампания «Защитим Арктику» (начал работу интернет-сайт SaveTheArctic.org по сбору подписей за создание заповедника в Арктике, аналогичного Антарктическому).
В июле 2012 года в рамках кампании «Защитим Арктику» активисты Гринпис блокировали работу 53 АЗС компании Royal Dutch Shell в Эдинбурге и Лондоне, протестуя против планов компании по бурению нефтяных скважин в Арктике.
В августе 2012 года Гринпис в рамках того же проекта провёл акцию с участием судна Arctic Sunrise, направленную на запрет разработки ресурсов арктического шельфа в районе расположения нефтяной платформы «Приразломная», принадлежащей российской компании Газпром: 24 августа 6 активистов поднялись по канатам на один из бортов платформы и установили там плакаты «Спасите Арктику» и «Свободу Баренцеву морю». 26 августа с борта Arctic Sunrise были спущены надувные лодки которые стали кружить вокруг сейсморазведочного судна «Геолог Дмитрий Наливкин» с лозунгами «Спасите Арктику», создавая угрозу безопасности мореплавания. В ответ на эти действия на борт судна были высажены сотрудники пограничной службы РФ. После осмотра судно было отпущено.
В сентябре 2012 года Royal Dutch Shell, а затем и «Газпром» сообщили о приостановке планов по добыче нефти в Арктике на один год (ранее о том же заявили компания BP по поводу добычи в море Баффина и Cairn Energy по поводу добычи у берегов Гренландии). Тем не менее, речь шла только о временной приостановке бурения, и через несколько месяцев работы были продолжены.

## Дело Arctic Sunrise
18 сентября 2013 года активистами «Гринпис» была предпринята новая попытка проникновения на платформу «Приразломная». Перед этим «Арктик Санрайз» вышел на связь с платформой и береговой охраной и предупредил о мирном характере акции, заявив, что альпинисты не причинят вреда ни платформе, ни персоналу. После этого шесть человек оставили судно и на надувных лодках подошли к платформе. Все активисты были одеты в костюмы с логотипом организации, на бортах лодок имелась крупная надпись «Гринпис».
Два человека — гражданин Швейцарии Марко Вебер и гражданка Финляндии Сини Саарела, имевшие при себе только альпинистское снаряжение, попытались закрепиться на борту буровой платформы, после чего были задержаны сотрудниками подразделения специального назначения Пограничного управления ФСБ России по Мурманской области и доставлены на борт сторожевого корабля «Ладога». В ходе операции производилась предупредительная стрельба из автоматов АК74 и артиллерийской установки пограничного корабля.
19 сентября судно было принудительно остановлено пограничной службой России. В 18:24 по местному времени на борт с вертолёта Ми-8 была высажена осмотровая группа ФСБ России, в составе группы захвата было 15 бойцов погранслужбы. В связи с отказом капитана Уиллкокса управлять судном, российский сторожевой корабль «Ладога» взял его на буксир и отконвоировал в Мурманск — 24 сентября оно было доставлено в порт.
26 сентября весь экипаж судна (30 человек) предстал перед судом Ленинского района города Мурманск. 27 сентября Ленинский районный суд Мурманска принял решение об избрании 22 задержанным активистам меры пресечения в виде содержания под стражей, ещё для восьми человек на 72 часа продлили срок задержания. Среди арестованных иностранные члены экипажа «Arctic Sunrise».
2—3 октября всем арестованным были предъявлены официальные обвинения в пиратстве.
8 октября Мурманский областной суд отклонил апелляции всех российских участников акции.
21 октября власти Нидерландов обратились в Международный трибунал ООН по морскому праву по делу о задержании в РФ судна Arctic Sunrise и в связи с арестом активистов Гринпис. 23 октября МИД РФ распространил заявление, что не примет процедуру арбитража по делу судна Arctic Sunrise, а также отказывается от участия в разбирательстве по этому делу в Международном трибунале по морскому праву в Гамбурге. В качестве причины было указано то, что когда Россия ратифицировала Конвенцию ООН по Морскому праву в 1997 году, она воспользовалась своей возможностью исключить для себя использование международной судебной процедуры по спорам об осуществлении суверенных прав и юрисдикции. При этом МИД РФ отметил, что «Россия остается открытой для урегулирования возникшей ситуации.»
В ответе, последовавшем со стороны юристов Гринпис Интернешнл, было отмечено, что те исключения, которые были оговорены Россией при подписании конвенции, к данному случаю не применимы. Статья 297, параграфы 2 и 3, предоставляют возможность не рассматривать споры о действиях правоохранительных органов только в отношении рыболовства и морских научных исследований, к которым данный спор не относится.
В тот же день, 23 октября, стало известно, что СК России переквалифицировал действия активистов Гринпис с «пиратства» на «хулиганство».
Слушания в Международном трибунале ООН по морскому праву состоялись 6 ноября. 22 ноября трибунал огласил решение: Россия должна освободить всех 30 активистов и судно Arctic Sunrise, и предоставить им возможность покинуть территорию страны. В ответ официальные представители РФ заявили, что Россия намерена «никак не реагировать» на решение Международного трибунала.
Тем не менее, 12 ноября все обвиняемые были переведены из следственных изоляторов городов Мурманск и Апатиты в Санкт-Петербургские СИЗО. Как говорится в заявлении, распространённом УФСИН России по городу Санкт-Петербургу и Ленинградской области «Жалоб и заявлений от указанных граждан не поступало.»
15 ноября ввиду приближения окончания срока содержания под стражей Следственный комитет РФ выступил с требованием продлить на три месяца сроки задержания членов экипажа.
18 ноября активистов начали выпускать под залог, и к 28 ноября под залог вышли все арестованные.
В декабре 2013 года, после подписания закона об амнистии к 20-летию Конституции РФ все члены команды судна «Арктик Санрайз» получили от СКР постановления о прекращении уголовного дела по амнистии. К 29 декабря 2013 года все иностранные члены экипажа «Арктик Санрайз» покинули Россию.
В январе 2014 г. Россия начала возвращать «Гринпис» залоговые суммы, внесённые за активистов, хотя ледокол «Арктик Санрайз» оставался в порту Мурманска ещё полгода. В июне 2014 г. Следственный комитет России сообщил, что снимает арест с судна, и экипаж «Гринпис» был допущен на корабль. Отмечается, что значительная часть электронного оборудования, изъятого с корабля, владельцам не была возвращена. 9 августа ледокол вернулся в Амстердам.
В октябре 2014 года Следственный комитет прекратил дело в связи с амнистией.

## Дальнейшие события
В декабре 2013 года крупнейшая в мире частная нефтяная компания ExxonMobil отказалась от освоения арктического шельфа в Гренландии из-за слишком высоких расходов. Компания не стала подавать заявку на ключевой в отрасли конкурс — на участки шельфа Гренландии площадью 50 тысяч квадратных километров, которые могут скрывать до 31 миллиона баррелей нефтяного эквивалента. Exxon-Mobil также возвращает два ранее приобретенных участка государству, поскольку считает развитие данного направления бесперспективным.
Тем не менее, компания по-прежнему называет своим приоритетом освоение Арктики в России, в партнерстве с госкорпорацией «Роснефть», так как в России якобы можно сэкономить на безопасности и охране природы. Отмечается, что в Гренландии, в отличие от России, бурение обойдется значительно дороже из-за высоких и строгих требований к безопасности.
Exxon-Mobil получил участки на российских охраняемых природных территориях в партнерстве с «Роснефтью». Такие участки как «Северо-Карский», «Северо-Врангелевский-1» и «Восточно-Приновоземельский-1» захватывают почти полмиллиона гектар трех заповедных территорий: заповедника «Большой Арктический», заповедника «Остров Врангеля» и национального парка «Русская Арктика».

### 2014
В марте 2014 года Гринпис провёл акцию против бурения американской ExxonMobil в российской Арктике. 24 марта активисты заблокировали платформу West Alpha, зафрахтованную компанией ExxonMobil, которая готовится к отправке из Норвегии в Карское море для бурения на российском арктическом шельфе. Они развернули баннер: «No Exxon Valdez in Russian Arctic» («Не допустим Exxon Valdez в российской Арктике»). Акция была приурочена к 25-летию крушения танкера Exxon Valdez у берегов Аляски — одной из самых разрушительных аварий на море, последствия которой не устранены до сих пор.
В январе 2014 года стало известно, что нефтяной гигант Shell был вынужден в очередной раз отказаться от запуска бурения на шельфе Аляски после того, как суд пришел к выводу, что воздействие проекта на окружающую среду было недооценено. 22 января Апелляционный суд США постановил, что в 2008 году лицензии на бурение на шельфе Аляски были выданы Shell незаконно, и при оценке воздействия бурения на окружающую среду негативный эффект от нефтяных разработок был сознательно приуменьшен.
Исполнительный директор Shell Бен ван Бёрден сообщил, что компания не будет пытаться начать бурение на арктическом шельфе в текущем году. Между тем, Shell (также как и Exxon Mobil) продолжает сотрудничество с Газпромом по освоению российской Арктики. «Shell не может начать осваивать Арктику в США из-за строгого государственного регулирования и протеста общественных организаций. Именно поэтому компания идет в Россию: в нашей стране экологическое законодательство в нефтяной отрасли настолько слабо и неэффективно, что каждый год происходят более 20 тысяч разливов нефти, виновники которых обычно отделываются мизерными штрафами. Это политика двойных стандартов», — заявил руководитель энергетического отдела Гринпис России Владимир Чупров.
В апреле 2014 г. национальный научно-исследовательский совет США опубликовал доклад «Реагирование на нефтяные разливы в морской арктической среде США». Ученые оценили риски нефтедобычи в американской части Арктики и пришли к выводу, что США не обладают достаточной информацией, инфраструктурой, подготовкой и ресурсами для реагирования на разлив нефти в Арктике. Согласно последнему отчёту Службы береговой охраны США, нефтяные компании постоянно нарушают законы, чтобы проникнуть к глубоководной нефти.
Учёные однозначно заявляют в этом докладе, что «риск разлива нефти в Арктике представляет угрозу для народов Арктики и их соседей» и что эффективного способа ликвидации нефтяного разлива не существует. Проведение масштабного (200-страниц) исследования было спонсировано Американским институтом нефти, Арктической исследовательской комиссией, Бюро по управлению энергией океана, Бюро по вопросам безопасности и экологического контроля, Советом по морским млекопитающим, Национальным управлением океанических и атмосферных исследований, Институтом ликвидации разливов нефти и Службой береговой охраны США.
28 апреля 2014 года стало также известно, что первую партию арктической нефти, добытой на платформе «Приразломная», купила у «Газпрома» французская компания Total, и начата перевозка арктической нефти на танкере «Михаил Ульянов» в Европу. В то же время, в сентябре 2012 года глава Total Кристоф де Маржери заявлял в интервью «Файненшл таймс», что он отказался от бурения в Арктике из-за угрозы нефтяных разливов. "Решение Total купить нефть с «Приразломной» — настоящее лицемерие. Глава компании заявил об отказе от бурения в покрытых льдом северных морях, но спокойно покупает эту нефть, если риски берет на себя «Газпром», — говорит эксперт Гринпис Интернешнл по нефтедобыче Бен Эйлифф.
Через 3 дня, 1 мая 2014 г. в порту Роттердама группа из 80 активистов Гринпис Германии и Гринпис Нидерландов попытались помешать танкеру «Михаил Ульянов» пришвартоваться и отгрузить нефть. При поддержке флагмана Гринпис Rainbow Warrior («Воин Радуги») была предпринята попытка остановить танкер «Михаил Ульянов», перевозивший первую партию арктической нефти с «Приразломной». В новой акции, в частности, приняли участие и некоторые из активистов, ранее участвовавших в акции на «Приразломной», например Файза Аулахсен из Нидерландов и капитан Питер Уилкокс.
В тот же день корабль Гринпис «Воин радуги», участвовавший а акции, был задержан в порту Роттердама. На борт судна Гринпис, которым управлял капитан Питер Уилкокс, поднялся голландский спецназ: была взломана радиорубка, и корабль отбуксировали к берегу. В акции в Роттердаме приняли участие всего 80 активистов, 44 из них, включая весь экипаж судна «Воин радуги», были задержаны полицией Нидерландов. Через несколько часов все задержанные активисты были выпущены на свободу, в полицейском участке остался только капитан Питер Уилкокс.
Во время новой акции Гринпис в очередной раз напомнил о том, что призывает к запрету добычи нефти на арктическом шельфе не только в России, но и везде в мире. Организация резко критикует международные компании, такие, как Shell, BP, Exxon Mobil, Statoil, за их арктические проекты и за создание совместных предприятий с российскими энергетическими компаниями.
«Становится всё более ясным, что наша опора на нефть и газ стала серьезной угрозой не только для окружающей среды, но и для глобальной безопасности, — говорит исполнительный директор Гринпис Интернешнл Куми Найду. — Арктическая нефть представляет собой новую опасную форму зависимости от государственных энергетических гигантов, которая возникает именно в тот момент, когда мы пытаемся освободиться от их влияния. Мы не можем надеяться на сколько-нибудь этичную внешнюю политику, пока наши правительства остаются безнадежно зависимыми от таких компаний, как BP, Shell и Газпром».
26 мая 2014 г. агентство окружающей среды Норвегии приостановило программу Statoil по бурению самой северной в мире скважины на время рассмотрения поступившей от Гринпис жалобы.
В своей жалобе Гринпис указывает на то, что Statoil нарушает принятый в стране запрет на бурение в ледовых условиях и вблизи от границы льдов. Платформа «Трансоушен Шпицберген» находится в Баренцевом море, в 175 километрах от природного заказника остров Медвежий, для которого добыча нефти в данном регионе создаёт угрозу.
В тот же день корабль Гринпис Ezperanza прибыл на место бурения, чтобы не позволить компании начать работы вопреки требованию ведомства. На следующий день, 27 мая, активисты Гринпис Интернешнл из восьми разных стран поднялись на платформу «Трансоушен Шпицберген», зафрахтованную норвежской компанией Statoil, чтобы выразить свой протест против планов компании добывать нефть на самом северном месторождении в норвежской Арктике, недалеко от заповедника на острове Медвежий.
В тот же день, 27 мая 2014 г. активисты Гринпис заблокировали зафрахтованную «Газпром нефтью» буровую платформу Saturn в голландском порту Эймёйден, препятствуя её отправлению для бурения на шельфе Арктики. Водолазы сковали цепью опоры платформы, лишив её возможности передвигаться. Другие активисты вскарабкались на установку и развернули баннер «Спасите Арктику» (Save the Arctic). Всего в акции участвовали 30 активистов из Голландии, Бельгии и Германии.
Платформу Saturn планировалось в тот же день отбуксировать в порт Роттердам, чтобы погрузить её на судно и транспортировать к месту бурения — месторождению Газпрома «Долгинское» в Печорском море. Эксперты отмечают, что возраст платформы Saturn — 26 лет, и она никогда ранее не работала в северных, и, тем более, полярных широтах. По эксплуатационным и штормовым характеристикам установка скорее всего не сможет противостоять высоте волн и скорости морских течений. К тому же, она снабжена устаревшим устройством подъёма опор штыре-оконного типа, которое может безопасно функционировать только в относительно спокойном море. В таких условиях инциденты, в том числе разливы нефти, просто неизбежны.
Голландской полиции удалось освободить платформу Saturn от протестующих лишь через пять часов после начала акции. Шестеро альпинистов, взобравшихся на её опоры, были задержаны. Им было предъявлено обвинение в неповиновении полиции, за которое предстоит заплатить небольшой штраф; активистов опустили через несколько часов.
«Мы будем протестовать против опасной и бессмысленной добычи нефти на арктическом шельфе, какие бы компании её не осуществляли — Газпром, Statoil, Shell, ExxonMobil или любые другие», — говорит координатор арктической кампании в Голландии Файза Оулахсен, которая провела два месяца в СИЗО после акции на «Приразломной».
Между тем, 28 мая норвежская полиция прервала 48-часовую акцию Гринпис на платформе Statoil в Баренцевом море, недалеко от заповедника на острове Медвежий. В три часа ночи по местному времени вертолет норвежской полиции приземлился на палубе платформы Transocean Spitsbergen, которую активисты Гринпис задержали в Баренцевом море по пути к точке бурения на участке Apollo. Полицейским понадобилось два часа, чтобы снять закрепившихся на стене активистов. Буровая все же направилась к месту работ на участке Apollo, хоть и с двухдневной задержкой.
Задержание части активистов не остановило акцию Гринпис против самого северного в мире бурения. 29 мая, когда платформа Трансоушен Шпицберген подходила к участку бурения на участке Аполло в Баренцевом море, точка уже была занята судном Esperanza, не позволяя таким образом платформе Statoil приступить к работам. В Гринпис считают, что Statoil имеет право начать подготовку к бурению, но пока не получила разрешение на строительство скважины, поскольку Министерство окружающей среды ещё рассматривает жалобу Гринпис. Все семь активистов, снятые норвежской полицией с платформы, в тот же день вышли на свободу и покинули полицейский участок в Тромсе без каких-либо обвинений.
На следующий день, 30 мая, Statoil объявил о создании 500-метровой «временной зоны безопасности» вокруг места бурения в Баренцевом море, расположенного вблизи границы льдов и природного заказника. Гринпис заявил, что создание такой зоны противоречит законодательству. Корабль Гринпис «Эсперанса» получил от Statoil навигационное предупреждение, но отказался покинуть место бурения, препятствуя началу работ на участке Apollo уже четвёртые сутки.
«Не существует законодательства, которое требует, чтобы судно, участвующее в мирном протесте против рискованного бурения, уступало дорогу нефтяным корпорациям. Эсперанса пользуется правом свободной навигации в исключительной экономической зоне в соответствии с Конвенцией ООН по морскому праву», — поясняет юрист Гринпис Интернешнл Дэниел Симонс. Команда Эсперансы ссылается также на нормы международного и норвежского права, которые не предусматривают создания таких зон безопасности, и требуют публичного оповещения о подобных решениях как минимум за 30 дней.
В 11 ночи 30 мая береговая охрана Норвегии высадилась на судно Эсперанса, чтобы прекратить акцию протеста, которая продолжалась 90 часов. За полчаса до этого к Эсперансе подошли два корабля береговой охраны c требованием немедленно освободить участок бурения компании Statoil.
На 31 мая связь с кораблем Гринпис оказалась потеряна. Пограничники отбуксировали судно Гринпис с места бурения, чтобы позволить компании начать работу; через несколько часов судно с активистами было отпущено без всяких обвинений. На 2 июня «Эсперанса» возвращается в Тромсе после 90-часовой акции против нефтяного бурения на самом северном участке. Никто из активистов не задержан, и они намерены продолжить протест.
В декабре 2014 г. американская компания Chevron отказалась от разведки углеводородов в море Бофорта из-за «экономической неопределенности в отрасли», вызванной падением цен на нефть. Цена нефти упала к этому времени (за последние полгода) почти в два раза, вынудив ведущие нефтяные компании стремительно сокращать расходы.

### 2015
В конце мая 2015 г. сразу три нефтяные компании объявили об отмене своих сейсморазведочных планов в заливе Баффина и проливе Дэйвиса в канадской Арктике, решив дождаться решения суда по иску коренных жителей региона. Несколькими днями ранее компания Shell с её планами добывать нефть в Арктике оказались в центре бурных протестов в США.
В сентябре 2015 г. Shell заявила о прекращении бурения у берегов Аляски в Чукотском море и в обозримом будущем не собирается возвращаться к работам в этом регионе. «Результаты разведки оказались разочаровывающими. Shell не будет вести разведку у берегов Аляски в обозримом будущем», — сообщили представители компании. Таким образом, из «арктической гонки» выбыли почти все ключевые игроки: ExxonMobil, BP, Chevron и Total. По сообщениям «Гринпис», «Приразломная» «Газпрома» уже два года остаётся единственной в мире действующей арктической платформой, причём она добывает гораздо меньше сырья, чем рассчитывала.

### 2016
По данным Гринпис, на 2015 год уже семь миллионов человек со всех уголков земного шара смогли остановить планы Shell и других нефтяных компаний по добыче нефти в Арктике. В марте 2016 г. на конференции в Бергене Гринпис представил новый доклад, в котором утверждается, что количество рыболовных судов входивших в северную часть Баренцева моря в течение последних трёх лет, растёт слишком быстрыми темпами, причём используются разрушительные для водных экосистем методы рыбной ловли. По данным Гринпис и Норвежского института морских исследований, эта акватория имеет большое значение с точки зрения экологии и требует немедленной охраны.
К концу года стало также известно, что власти США заблокировали планы по бурению новых нефтяных и газовых скважин на арктическом шельфе на ближайшие пять лет. В частности, лицензии не будут распределяться на геологоразведку и добычу в Чукотском море, море Бофорта и заливе Кука. Отмечается также, что российские компании «Роснефть» и «Газпром» также планируют перенос геологоразведки и начала добычи на сроки от 2 до 12 лет на 31 участке шельфа в Арктике, на Дальнем Востоке и на юге России.

### 2017
В феврале 2017 г. активисты Гринпис участвовали в акции протеста на севере Норвегии, откуда нефтяная платформа компании Statoil отправилась в Баренцево море. Сообщается, что правительство Норвегии впервые за 20 лет выдало новые лицензии на добычу нефти на арктическом шельфе, несмотря на то что это противоречит конституции страны. Чтобы доказать это, Гринпис Нордик и «Природа и Молодёжь» подали в суд на правительство Норвегии, и уже более 170 тысяч человек со всего мира поддержали их требования.